# إيقاع (فلم)
تال (بالإنجليزية: Taal) بالعربية معناه إيقاع هو فيلم هندي من إنتاج عام 1999 و من إخراج سوبهاش غهاي و بطولة آيشواريا راي، أكشاي خانا وأنيل كابور في الأدوار الرئيسية. تمت دبلجة الفيلم إلى اللغة التاميلية أيضا تحت اسم Thaalam. لاقى الفيلم نجاحا كبيرا في الخارج، ليصبح أول فيلم هندي يصل إلى المرتبة الأولى في شباك تذاكر مجلة Variety في الولايات المتحدة.
فاز كل من أنيل كابور، أي. آر. رحمان و أناند باكشي بجوائز فيلمفير عن دورهم في الفيلم.

## الحبكة
ماناف (أكشاي خانا) يأتي لزيارة الهند مع والده الغني جاغموهان ميهتا (أمريش بوري) يصحبهما عمه و عمته و موظفي والده. في بلدة تشامبا يلتقي مانسي (آيشواريا راي)، الفتاة الجميلة و ابنة مغني روحي يدعى تارا بابو (ألوك ناث); بعد ذلك تلتقي الأسرتان و جاغموهان و تارا بابو يتعارافان و يصبحان صديقين، كما أن ماناف و مانسي يقعان في الحب. و لكن عندما يعلم جاغموهان هذا يقرر الذهاب مع أسرته إلى منزلهم في مومباي بحجة أن الوضع الاجتماعي لمانسي و والدها لا يسمح لهما بالبقاء معهم، جاغموهان يدعو تارا بابو لزيارتهم و البقاء معهم إذا جاءوا إلى مومباي. تشعر مانسي بالأسى لرحيل ماناف و لكنه يؤكد لها أنه لن يتخلى عنها و أن كل شيء سيكون على مايرام. مانسي تعطي ماناف وشاحا كتبت عليه اسم «مانافسي» و هي مزيج من إسميهما.
عندما يعلم تارا بابو بشأن ماناف و مانسي يغضب في البداية و لكن سرعان ما يوافق للسفر إلى مومباي لزيارة أخته الصغرى برابها هناك و كذلك للقاء عائلة ماناف. و لكن عندما يصلون إلى منزل جاغموهان الفخم يتعرضون للإهانة و العدائية من قبل أفراد العائلة و الموظفين العاملين هناك، و يجبرون على الجلوس و الانتظار خارجا لمدة 9 ساعات قبل توجيه الدعوة لداخل المنزل. عندما جاغموهان يشاهدهما داخل منزله يعاملهما بعدائية أيضا مما يجعل تارا بابو غاضبا و يلطمه على وجهه، و في هذه اللحظة يصل ماناف و يشاهد ما يحدث فيصرخ بوجه تارا بابو فتخبره مانسي بأنه ليس هناك أي علاقة بينه و بينها بعد الآن و تذهب مع والدها خارجا.
مانسي تقابل بعد ذلك فيكرانت كابور (أنيل كابور) و هو منتج و مخرج موسيقي ناجح، تقوم مانسي بتوقيع عقد لمدة ثلاث سنوات مع فيكرانت للرقص في الأغاني حيث تفوز بعد ذلك بعدة جوائز و تصبح شهيرة جدا في الهند. في غضون ذلك يبدأ فيكرانت في الوقوع بحب مانسي، و تزيد الأمور تعقيدا عندما ماناف يذهب للاعتذار لمانسي و والدها عن الذي جرى و لكن مانسي ترفض أن تسامحه فيقول لها ماناف أنه يعرف أنها لا تزال تحبه هو و سينتظرها بفارغ الصبر. فيكرانت يعلم ما حدث بين ماناف و مانسي و لكنه يتجاهل ذلك.
بعد ذلك بوقت قصير يطلب فيكرانت يد مانسي. والدها و عمتها يشجعانها على القبول به على أمل أن تنسى ماناف، فتقبل الاقتراح على الرغم من أنها لا تحب فيكرانت. بعد حصولها على جائزة إم تي في الدولية في كندا، تعود مانسي للهند للتحضير للزواج. في غضون ذلك تارا بابو و جاغموهان يسامحان بعضهما بعد أن اعتذر جاغموهان منه.
في اليوم المقرر للزواج، ماناف يذهب إلى مانسي و يخبرها بأن الزواج من فيكرانت ليست من مصلحتها لأنها لا تحبه و أنها تخدعه و تخدع نفسها أيضا، و أن هذا الزواج ليس مجرد عقد بل إنه اتحاد بين اثنين من النفوس و يقول لها أيضا أنه يحبها و أنه لن يتوقف عن انتظارها. جاغموهان يأتي أيضا لحفلة الزفاف مع ماناف و تارا بابو. فيكرانت سرعان ما يدرك، بعد رؤية رد فعل مانسي لرؤية ماناف، أنها تحب ماناف، فيحثها و يشجعها على أن تذهب إلى ماناف. فيقوم جاغموهان و بابو بمباركتهم. واحد من المشاهد الأخير يظهر الجميع في صورة عائلية بعد حفلة الزفاف.

## طاقم الممثلين
- آيشواريا راي بدور: مانسي
- أكشاي خانا بدور: ماناف ميهتا
- أنيل كابور بدور: فيكرانت كابور
- أمريش بوري بدور: جاغموهان ميهتا
- ألوك ناث بدور: تارا بابو
- جيفيدا شارما بدور: ايلا
- ميتا فاشيشت بدور: برابها
- راجيش خيرا بدور: موهان ميهتا

## الموسيقى التصويرية
قام بتلحين موسيقى الفيلم أي. آر. رحمان و كلمات أناند باكشي. لاقت الموسيقى التصويرية نجاحا كبيرا نقديا و تجاريا و تم شراء حقوق الملكية من قبل Tips بمبلغ قياسي أكثر من 5 كرور. في مؤتمر صحفي أشاد غهاي بالموسيقى التصويرية و بالملحن أي. آر. رحمان قائلا: «أبقاني رحمان ليال كثيرة مستيقظا، و لكن بعد الاستماع إلى الأغاني .. شعرت أنه كان يستحق كل هذا العناء.»
| المسار # | الأغنية                         | المغني                                             |
| 1        | "Ishq Bina"                     | Anuradha Sriram, Sujatha, Sonu Nigam, A. R. Rahman |
| 2        | "Taal Se Taal"                  | Alka Yagnik, Udit Narayan, Vaishali Samant         |
| 3        | "Nahin Samne"                   | Hariharan, Sukhwinder Singh                        |
| 4        | "Ramta Jogi"                    | Sukhwinder Singh, Alka Yagnik                      |
| 5        | "-Beat of Passion -Title Music" | Instrumental                                       |
| 6        | "Kariye Na"                     | Sukhwinder Singh, Alka Yagnik                      |
| 7        | "Ni Main Samajh Gayee"          | Richa Sharma, Sukhwinder Singh                     |
| 8        | " -Raga Dance -Music"           | Instrumental                                       |
| 9        | "Kahin Aag Lage"                | Asha Bhosle, Aditya Narayan, Richa Sharma          |
| 10       | "Ishq Bina Ishq Bina"           | Kavita Krishnamurthy, Sukhwinder Singh             |
| 11       | "Kya Dekh Rahe Ho Tum"          | Madhu, Vaishali Samant, Shoma                      |
| 12       | "-Taal Se Taal -Western"        | Sukhwinder Singh, Chorus                           |

## الإستقبال
كان لفيلم Taal نجاح معتدل في شباك التذاكر في الهند. و مع ذلك، فقد لاقى نجاحا باهرا في الخارج خصوصا في الولايات المتحدة وبريطانيا حيث كان على قائمة أفضل عشرة أفلام في بريطانيا في ذلك العام. و عرض الفيلم في مهرجان شيكاغو السينمائي الدولي.

## وصلات خارجية
- مقالات تستعمل روابط فنية بلا صلة مع ويكي بيانات